# Eupithecia plumbaria
Eupithecia plumbaria là một loài bướm đêm trong họ Geometridae.